# Lindenhofgruppe
Die Lindenhofgruppe ist eine private Spitalgruppe in Bern. Sie betreibt drei Spitäler in Bern, das Lindenhofspital, das Engeriedspital und das Sonnenhofspital, die neben der Grundversorgung spezialisierte Medizin auf den Gebieten Innere Medizin, Onkologie, Frauenmedizin, Orthopädie, Viszeralchirurgie, Urologie, Angiologie/Gefäßchirurgie, Neurochirurgie und Notfallmedizin anbieten.
Entsprechend der in der Schweiz üblichen kantonalen Bewilligungspflicht ist die Lindenhofgruppe mit den drei Spitälern als Grundversorger (Akutsymptomatik) und vor allem mit dem Lindenhofspital in Spezialgebieten Bestandteil der am 8. Mai 2019 beschlossenen Spitalliste.
Die Gruppe befindet sich im Eigentum der Stiftung Lindenhof Bern, welche den Spitalbetrieb ihrer Tochtergesellschaft Lindenhofgruppe AG übertragen hat.

## Geschichte
1899 eröffnete eine Rot-Kreuz-Pflegerinnenschule, die 1908 das Privatspital Dr. Lanz am Stadtbach übernahm und erweiterte. 1908 wurde die Stiftung „Rot-Kreuz-Anstalten für Krankenpflege“ als juristische Persönlichkeit gegründet, welche drei Institutionen betrieb: Die Rot-Kreuz-Pflegerinnenschule Bern, das Privatspital Lindenhof und das Pflegerinnenheim des Roten Kreuzes. Im Jahr 1966 wurde das neue Gebäude auf dem Neufeld errichtet, welches die doppelte Grösse gegenüber dem am Stadtbach aufweist.
Das Schweizerische Rote Kreuz und die Rotkreuzstiftung für Krankenpflege haben 2011 einen Partnerschaftsvertrag geschlossen, Stiftung Lindenhof Bern wurde der neue Name der Rotkreuzstiftung.
Das Engeriedspital und das Sonnenhofspital wurden unter dem Namen "Sonnenhof-Kliniken" bis 2011 von der Sonnenhof AG Bern betrieben und dann von der Lindenhofstiftung übernommen und in die Gruppe eingegliedert.
2018 hat die Lindenhofgruppe von der Insel Gruppe deren Aktienanteile an der Berner City Notfall AG und der Localmed Aare AG übernommen. Die Ärztezentren Localmed, «PraxisumBern» sowie der City-Notfall werden ab 2022 von der «mediX bern AG» übernommen, mit welcher die Lindenhofgruppe eine strategische Partnerschaft eingegangen ist.

## Leistungen
In der gesamten Gruppe wurden 2019 28'462 Patienten stationär behandelt (Austritte), davon 6'672 in Onkologie, Kardiologie und Innerer Medizin, 15'276 in der Chirurgie und 6514 in der Frauenklinik. Bezüglich der Tarifklassen waren 75,8 % der stationären Patienten allgemein versichert, 18,6 % halbprivat und 5,7 % privat versichert.
Die Bilanzsumme der Gruppe betrug 235'300'371 Franken. Nach der Insel Gruppe mit 26,6 % Marktanteil ist die Lindenhofgruppe mit 15,3 % der zweitgrösste Leistungserbringer von Gesundheitsdienstleistungen im Kanton Bern.
83,9 % der Patienten kommen aus dem Kanton Bern, 8,1 % aus dem Kanton Freiburg 3,6 % aus dem Kanton Solothurn. Für das Lindenhofspital werden 284 Betten und 12 Operationssäle, für das Engeriedspital 73 Betten und 4 Operationssäle und das Sonnenhofspital 104 Betten und 4 Operationssäle angegeben.